# Beilschmiedia elata
Beilschmiedia elata là loài thực vật có hoa trong họ Nguyệt quế. Loài này được Elliot miêu tả khoa học đầu tiên năm 1894.